# Udenfor verden
|  | Denne artikel er oprettet af botten PalnaBot ud fra en ekstern database. Den kan derfor have sproglige fejl eller mangler. Denne skabelon kan fjernes efter kontrol af indholdet. |

Udenfor verden er en kortfilm instrueret af Ole Bendtzen efter manuskript af Ole Bendtzen.

## Handling
'UDENFOR VERDEN' handler om en afsked imellem to søstre. De elsker hinanden. Men de bliver nødt til at sige farvel.